# Jon-Lars
Jon-Lars est une ferme suédoise située à Alfta, dans la commune d'Ovanåker et la province du Hälsingland. C'est l'une des sept fermes décorées de Hälsingland qui figurent depuis 2012 au patrimoine mondial de l'UNESCO. À l'échelon national, elle est également classée byggnadsminne depuis 1994.

## Histoire
La ferme Jon-Lars se transmet dans la même famille depuis le XVIIe siècle. Après un incendie survenu en 1851, elle est entièrement reconstruite par les frères Anders et Olof Andersson. Le bâtiment principal, qui comprend dix-huit pièces et plus de cinquante fenêtres, est terminé en 1857. Ayant été conçu pour accueillir les familles de chacun des deux frères, il est d'une taille particulièrement grande : il s'agit en fait de deux habitations séparées qui n'ont en commun qu'une salle de réception. Des rénovations et modernisations ont eu lieu à plusieurs reprises au XXe siècle, la plus récente remontant à 1979-1980, mais elles ont laissé les bâtiments intacts dans l'ensemble,.

## Architecture et décoration
Comme les autres fermes décorées de Hälsingland, Jon-Lars est construite en bois. Outre le bâtiment principal, le site comprend également une étable, une grange et d'autres bâtiments utilitaires. La plupart ont des murs de couleur rouge. Les décorations intérieures du bâtiment principal sont vraisemblablement l'œuvre du peintre itinérant dalécarlien Svärdes Hans Ersson.

## Galerie

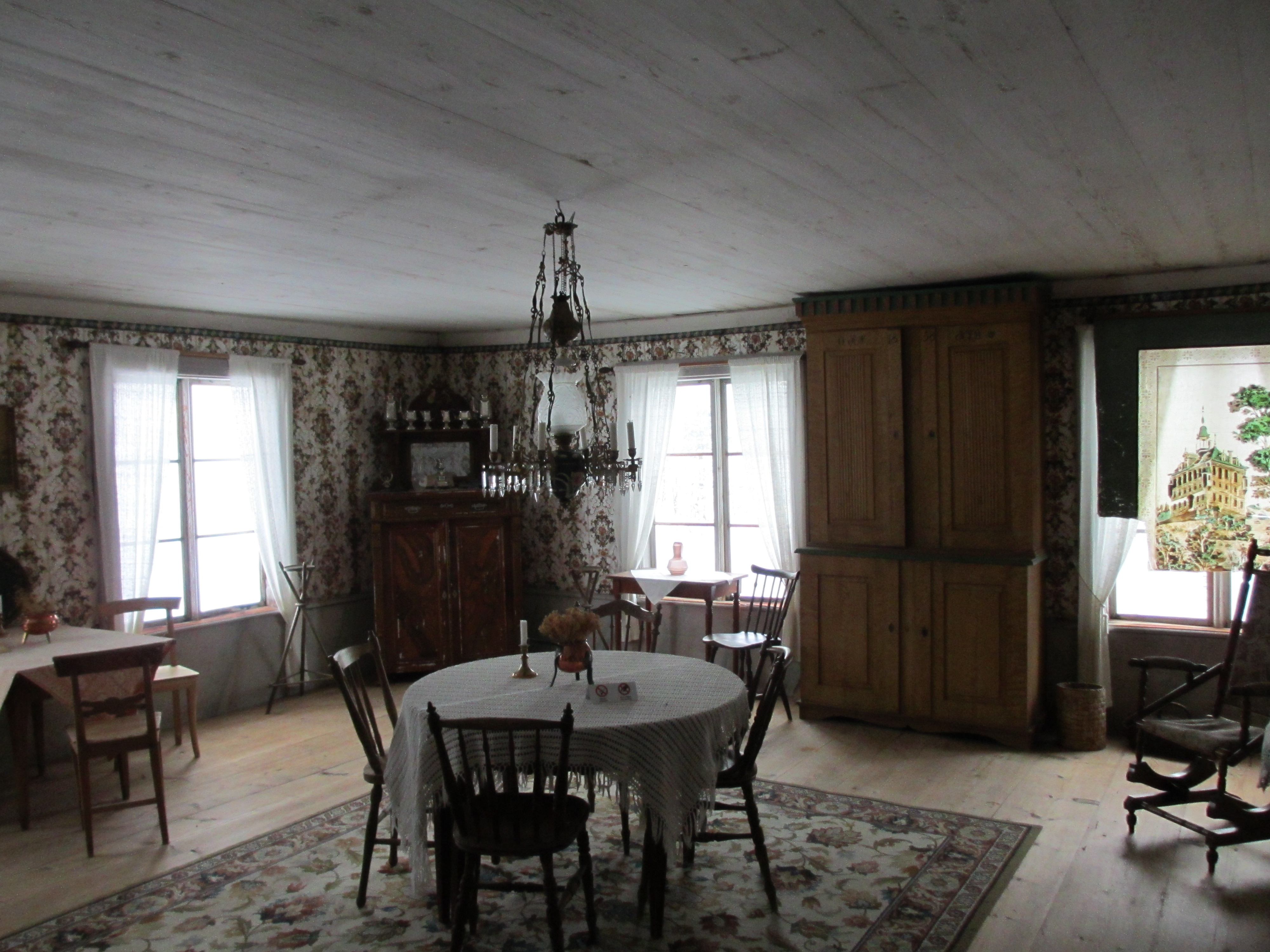
Un salon.
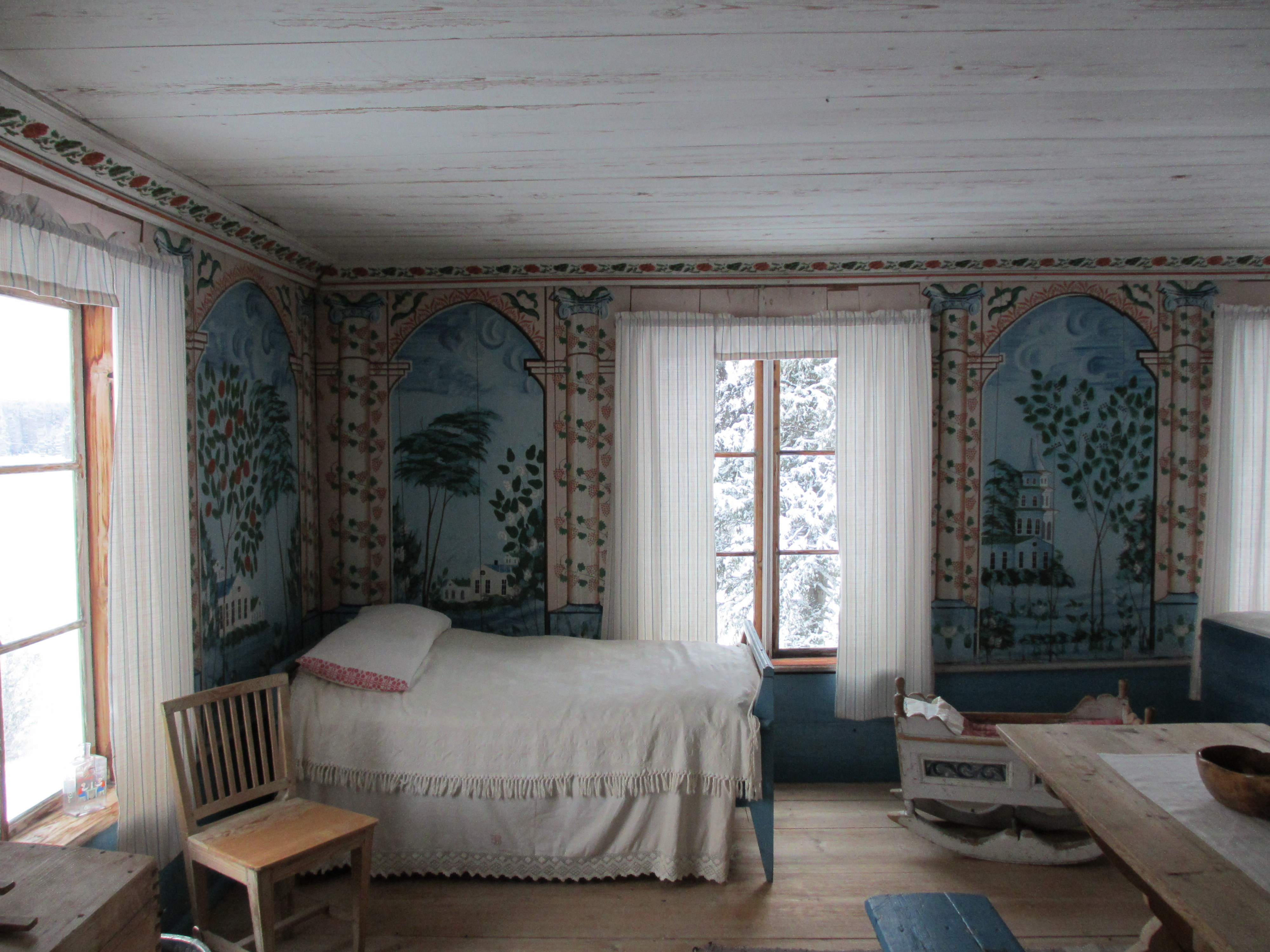
Une chambre à coucher.
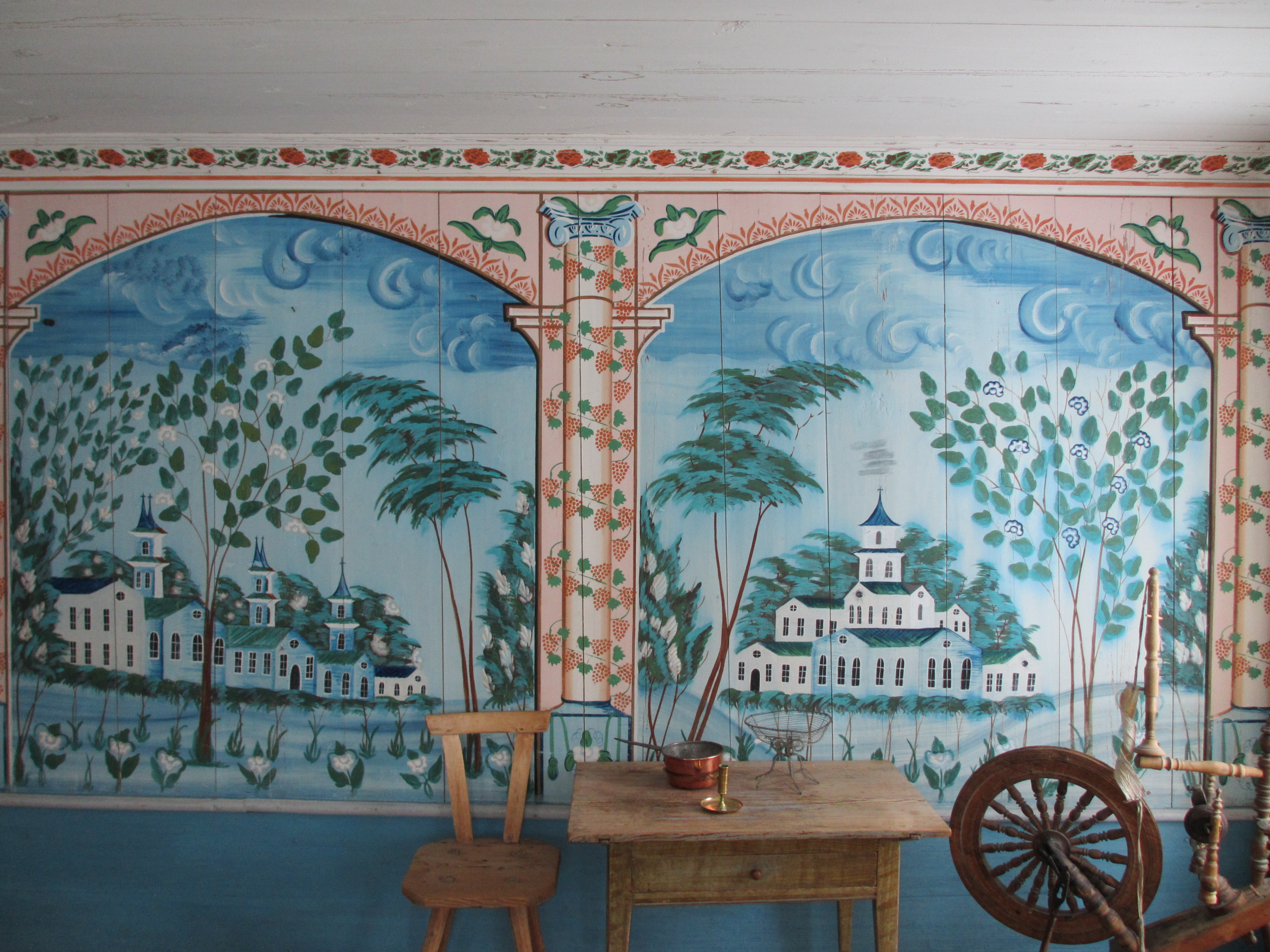
Des peintures murales.
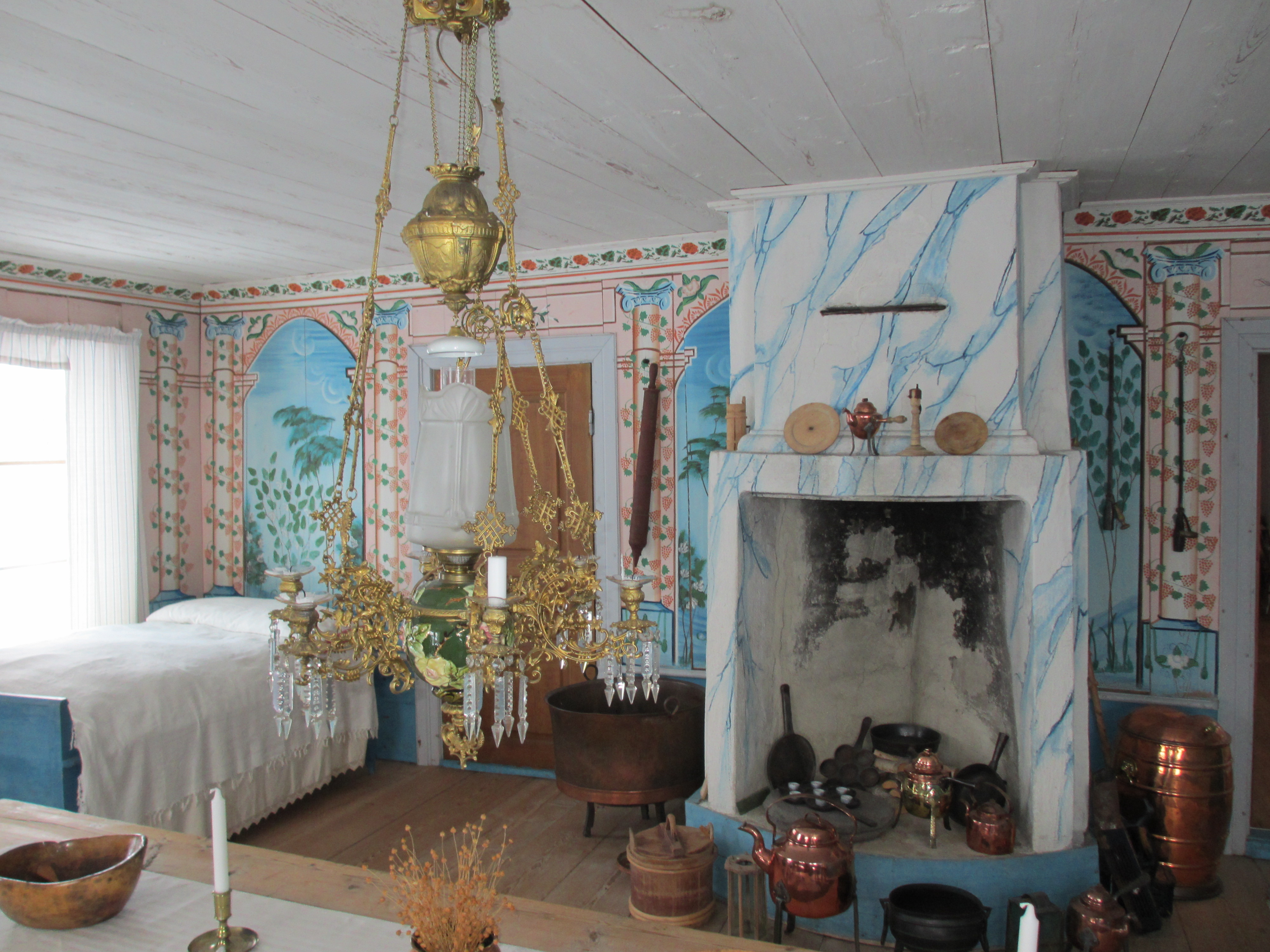
Une chambre à coucher.